# Polynésané

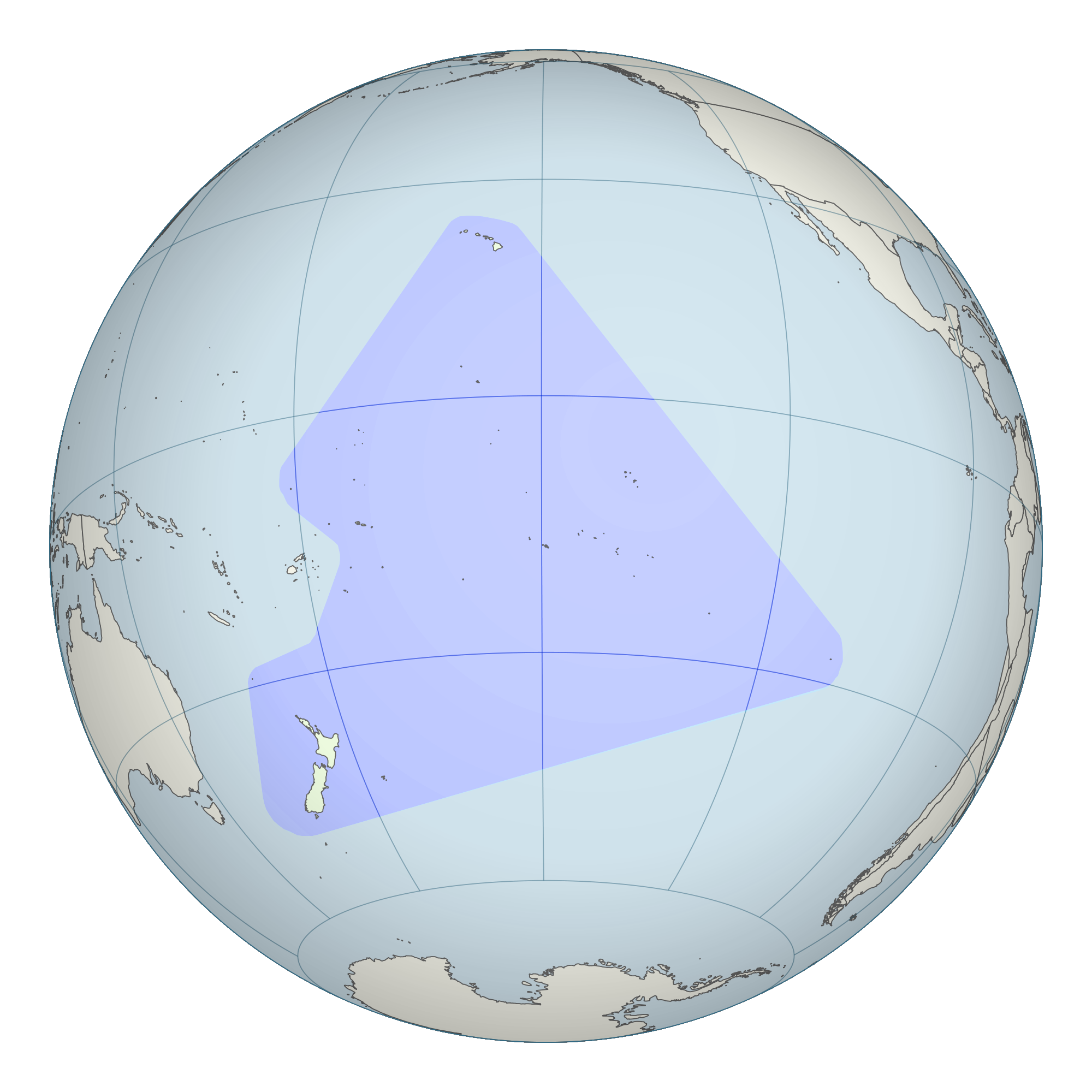
Polynéský trojúhelník - oblast kde se hovoří polynésky (od Nového Zélandu na jihu, Velikonoční ostrov na východě, Havajské ostrovy na severu

Polynésané je souhrnné označení původních obyvatel Polynésie a části východní Melanésie. Sami nemají vlastní kolektivní jméno, nazývají se podle ostrovů, které obývají. Z jazykového, kulturního a antropologického hlediska náležejí k Polynésanům Havajci, původní obyvatelé Havajských ostrovů. Jazyky Polynésanů (navzájem velmi blízké) tvoří polynéskou větev austronéské (malajsko-polynéské) rodiny. Polynésii osídlili z jihovýchodní Asie od 3. tis. př. n. l. do 12. – 14. stol. Zemědělci, rybáři, mořeplavci. Místy (Havaj, Tahiti, Tonga) zakládali samostatné státy.